# نيشان الأقحوان
نيشان الأقحوان (大勲位菊花章 Dai-kun'i kikka-shō) هو أعلى وسام ياباني، أسسه الإمبراطور ميجي إمبراطور اليابان في عام 1876، ويُمنح الوسام بعد الوفاة في بعض الأحيان.
حصل ستة مواطنين يابانيين من خارج العائلة الإمبراطوريَّة على «الياقة» أَثناء حياتهم، كَان آخرهم رَئِيس الوُزراء السّابِق كينموتشي سايونجي في 1928، ومُنح ثمانية آخرون الياقة بَعد وفاتهم، وَكَان آخرهم رَئِيس الوُزراء السّابِق ياسوهيرو ناكاسونه في 2019.
يُعتبر الطوق الكبير «جراند كوردون» أعلى تكريم يُمكِن منحه للمواطنون اليابانيون خِلال حياتهم، وقد كُرم بالطوق الكبير 44 مواطنًا من خارج العائلة الإمبراطوريَّة، كَان 23 منهم على قيد الحَيَاة أَثناء تكريمهم.

## الشارة
- «الياقة (كولار)» طوق من الذهب، كُتب فِيه رمز بالكانجي يُشير لفترة إِنشاء النيشان، وَهُو مُزين بأزهار الأقحوان الذهبية وأوراق مطلية بالمينا الخضراء.
- «الطوق الكبير (جراند كوردون)» وشاح أحمر بخطوط زرقاء داكنة، يُلبس على الكتف الأيمن.
- «نجمة النيشان» وهي مشابه للشارة باللون الفضي، مَع ميدالية بثمانية رؤوس مذهبة موضوعة في المَركَز، وفيها شعاعات مطلية بالمينا البيضاء، وقرص شمس مطلي بالمينا الحمراء.
- «الشارة» عِبَارَة عَن شارة مُذهبة بأربع نقاط وأشعة مطلية بالمينا البيضاء، وَفِي مركزها قرص شمس مطلي بالمينا باللون الأحمَر، وَفِي الزوايا الأَربَع للشارة زهرة أقحوان مطلية بالمينا الصفراء مَع أوراق أقحوان مطلية بالمينا الخضراء، تُعلق الشارة على زهرة أقحوان مطلية بالمينا الصفراء، إمَّا على الياقة أو على الطوق الكبير.

| الشارات        | الشارات                     |
| -------------- | --------------------------- |
| الياقة (كولار) | الطوق الكبير (جراند كوردون) |

## الدرجات
- الياقة (منذ 4 يناير 1888): هدية خاصَّة لمن يحصل على النيشان الأعلى.[3][4]
- الطوق الكبير (جراند كوردون) (منذ 27 ديسمبر 1876): يمُنح خصيصًا، لمن يتمتعون بجدارة ممتازة، أعلى من الجدارة الّتِي يُمَنح لأجلها «جراند كوردون من وسام الشمس المشرقة»، أو «غراند كوردون من وسام الكنوز المقدسة».[5]
- النيشان الأعلى للأقحوان (منذ 27 ديسمبر 1876): كَانَت تمنح بشكل مستقل حتَّى عام 2003، بَعد الإصلاح المؤسسي وأصبحت تُمَنح مَع الياقة والطوق الكبير.

## أصحاب السيادة
- الإمبراطور ميجي (صاحب السيادة من 27 ديسمبر 1876)
- الإمبراطور تايشو (جراند كوردون 3 نوفمبر 1889؛ الياقة 10 مايو 1900؛ صاحب السيادة من 30 يوليو 1912)
- الإمبراطور شووا (جراند كوردون 9 سبتمبر 1912؛ الياقة بصفته وصيًا على العرش 24 سبتمبر 1921؛ صاحب السيادة من 25 ديسمبر 1926)
- الإمبراطور أكيهيتو (جراند كوردون 10 نوفمبر 1952؛ صاحب السيادة من 7 يناير 1989 إلى 30 أبريل 2019)
- الإمبراطور ناروهيتو (جراند كوردون 23 فبراير 1980؛ صاحب السيادة منذ 1 مايو 2019)

## لأفراد العائلة الإمبراطورية والملوك

### الياقة
| - الأمير كوماتسو أكيهيتو (5 أغسطس 1895) - الأمير فوشيمي سادانارو (19 يناير 1916) - الأمير كانين كوتوهيتو (24 سبتمبر 1921) - الأمير فوشيمي هيروياسو (29 أبريل 1934) - الأمير ناشيموتو موريماسا (29 أبريل 1940) | - الأمير أريسوجاوا تاروهيتو (16 يناير 1895) - الأمير كيتاشيراكاوا يوشيهيسا (1 نوفمبر 1895) - الأمير أريسوجاوا تاكيهيتو (7 يوليو 1913) - الأمير هيجاشيفوشيمي يوريهيتو (27 يونيو 1922) - الأمير كونيوشي كوني (27 يناير 1929) |

#### لملوك أجانب بعد وفاتهم
- غوانغمو إمبراطور كوريا (21 يناير 1919)

### الطوق الكبير

#### لأمراء أثناء حياتهم
- الأمير أريسوجاوا تاروهيتو (2 نوفمبر 1877)
- الأمير كوماتسو أكيهيتو (7 ديسمبر 1882)
- الأمير أريسوجاوا تاكاهيتو (24 يناير 1886)
- الأمير كيتاشيراكاوا يوشيهيسا (29 ديسمبر 1886)
- الأمير أريسوجاوا تاكيهيتو (29 ديسمبر 1886)
- الأمير كوني أساهيكو (29 ديسمبر 1886)
- الأمير فوشيمي سادانارو (29 ديسمبر 1886)
- الأمير ياماشينا أكيرا (29 ديسمبر 1886)
- الأمير كانين كوتوهيتو (18 أغسطس 1887)
- الأمير هيجاشيفوشيمي يوريهيتو (15 يوليو 1889)
- الأمير كايا كونينوري (3 نوفمبر 1903)
- الأمير كونيوشي (3 نوفمبر 1903)
- الأمير ياماشينا كيكومارو (3 نوفمبر 1903)
- الأمير ناشيموتو موريماسا (3 نوفمبر 1904)
- الأمير فوشيمي هيروياسو (3 نوفمبر 1905)
- الأمير أريسوجاوا تانيهيتو (4 أبريل 1908)
- الأمير تاكيدا تسونيهيسا (31 أكتوبر 1913)
- الأمير أساكا (31 أكتوبر 1917)
- الأمير كوني تاكا (31 أكتوبر 1917)
- الأمير كيتاشيراكاوا ناروهيسا (31 أكتوبر 1917)
- هيغاشيكوني ناروهيكو (31 أكتوبر 1917)
- الأمير تشيتشيبو (25 أكتوبر 1922)
- الأمير كاشو هيروتادا (19 مارس 1924)
- الأمير تاكاماتسو (1 فبراير 1925)
- برنس فوشيمي هيرويوشي (3 نوفمبر 1928)
- الأمير كايا تسونينوري (7 ديسمبر 1930)
- الأمير كوني أساكيرا (25 مايو 1932)
- الأمير كانين هاروهيتو (3 نوفمبر 1934)
- تاكاهيتو أمير ميكاسا (1 أكتوبر 1936)
- الأمير تاكيدا تسونيوشي (3 نوفمبر 1940)
- الأمير أساكا تاكاهيكو (7 نوفمبر 1940)
- ماساهيتو أمير هيتاشي (28 نوفمبر 1955)
- توموهيتو أمير ميكاسا (5 يناير 1966)
- الأمير كاتسورا (27 فبراير 1968)
- نوريهيتو أمير تاكامادو (29 ديسمبر 1974)
- ولي العهد الأمير ناروهيتو (23 فبراير 1980)
- فوميهيتو (30 نوفمبر 1985)

#### لأمراء بعد وفاتهم
- الأمير كيتاشيراكاوا ناجاهيسا (4 سبتمبر 1940)

#### لملوك أجانب
- أمير كوريا يي أون (27 أبريل 1920)
- يي كانغ (8 يناير 1924)
- أمير كوريا يي جيون (3 نوفمبر 1926)
- أمير إي وو (7 نوفمبر 1943)
- السلطان حسن البلقية من بروناي (أبريل 1984)
- ملك بيراندرا ملك نيبال (1975)
- ولي عهد ديبندار بيكرام (12 أبريل 2001)

## يابانيون منحوا ياقة نيشان الأقحوان
أثناء حياتهم
- إيتو هيروبومي (1 أبريل 1906)
- أوياما إيواو (1 أبريل 1906)
- أريتومو ياماغاتا (1 أبريل 1906)

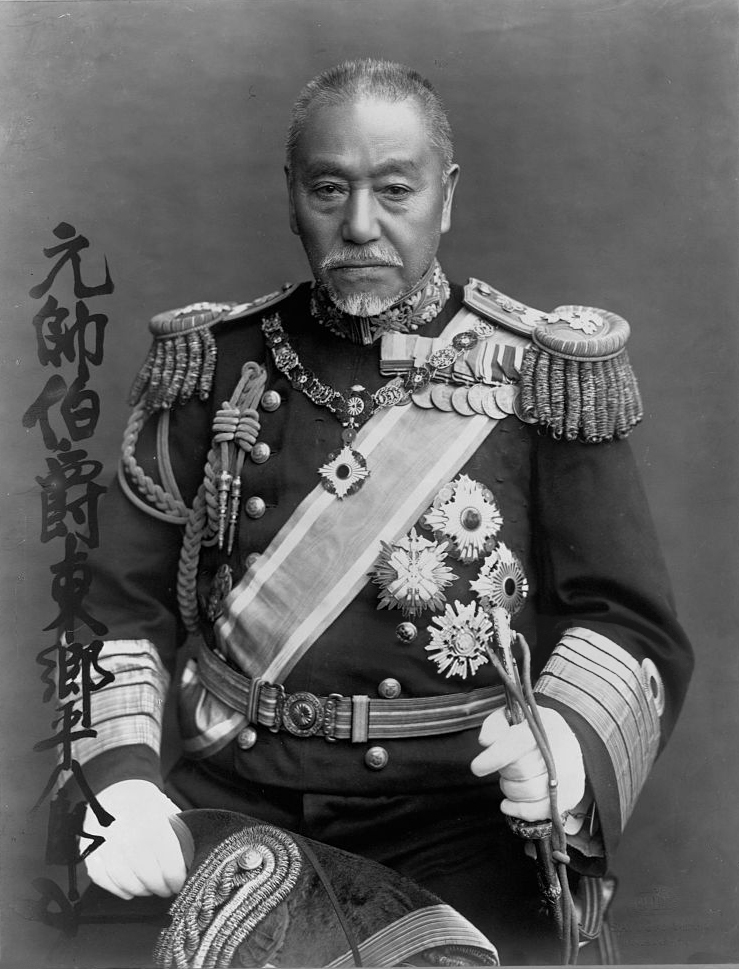
مُنح المارشال الأدميرال ماركيز توغو هيهاتشيرو الياقة والطوق الكبير من نيشان الأقحوان، وكان واحدًا من ستة أشخاص مُنحوا الياقة أثناء حياتهم.

- ماتسوكاتا ماسايوشي (14 يوليو 1916)
- توغو هيهاتشيرو (11 نوفمبر 1926)
- سايونجي كينموشي (10 نوفمبر 1928)

بعد وفاتهم
- كاتسورا تارو (10 أكتوبر 1913)
- إينو كاورو (1 سبتمبر 1915)
- توكودايجي سانيتسوني (4 يونيو 1919)
- أوكوما شيغينوبو (10 يناير 1922)
- ياماموتو جونبي (9 ديسمبر 1933)
- شيجيرو يوشيدا (20 أكتوبر 1967)
- إيساكو ساتو (3 يونيو 1975)
- ياسوهيرو ناكاسوني (29 نوفمبر 2019)

## يابانيون منحوا الطوق الكبير

### أثناء حياتهم
- سانيتومي سانجو (11 أبريل 1882)
- إيواكورا تومومي (1 نوفمبر 1882)
- شيمازو هيساميتسو (5 نوفمبر 1887)
- ناكاياما تاداياسو (14 مايو 1888)
- إيتو هيروبومي (5 أغسطس 1895) *
- كوجو ميتشيتاكا (10 مايو 1900)
- شياما إيواو (3 يونيو 1902) *
- سايغو تسوجوميتشي (3 يونيو 1902)
- أريتومو ياماغاتا (3 يونيو 1902) *
- إينو كاورو (1 أبريل 1906) ⁑
- تارو كاتسورا (1 أبريل 1906) ⁑
- هيهاتشيرو توغو (1 أبريل 1906) *
- توكوداجي جيتسوكي (1 أبريل 1906) ⁑

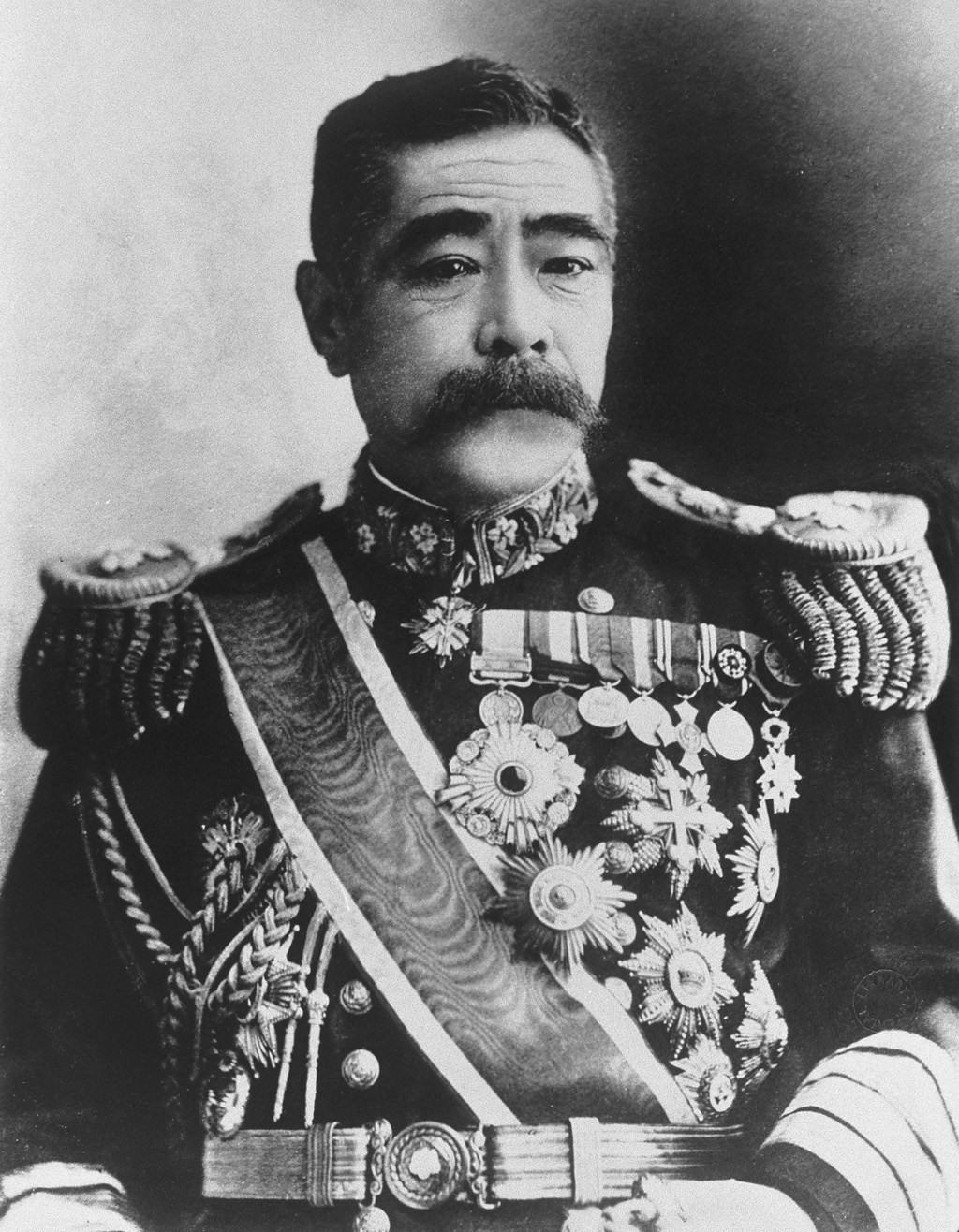
ماركيز سايغو تسوجوميتشي

- ماسايوشي ماتسوكاتا (1 أبريل 1906) *
- نوزو ميتشيتسورا (6 أكتوبر 1908)
- إيتو سوكيوكي (10 نوفمبر 1913)
- شيغينوبو أوكوما (14 يوليو 1916) ⁑
- كينموتشي سايونجي (21 ديسمبر 1918) *
- أوكو ياسوكاتا (10 نوفمبر 1928)
- غونبه ياماموتو (10 نوفمبر 1928) ⁑
- يوشيدا شيغه-رو (29 أبريل 1964) ⁑
- إيساكو ساتو (3 نوفمبر 1972) ⁑
- ياسوهيرو ناكاسونه (29 أبريل 1997) ⁑

* : مُنح الياقة في وقت لاحق
⁑ : مُنح الياقة بعد وفاته

### بعد وفاتهم
- كيوتاكا كورودا (25 أغسطس 1900)

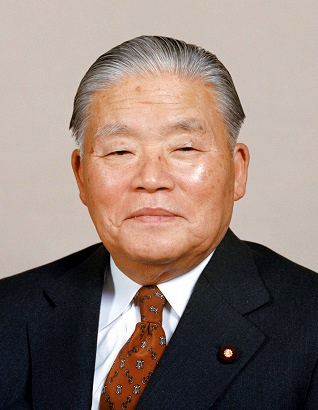
ماسايوشي أوهيرا

- ماساتاكه تيراأوتشي (3 نوفمبر 1919)
- تاكاشي هارا (4 نوفمبر 1921)
- كاباياما سوكينوري (8 فبراير 1922)
- توموسابورو كاتو (24 أغسطس 1923)
- هاسيغاوا يوشيميتشي (28 يناير 1924)
- تاكاأكي كاتو (28 يناير 1926)
- لي وان يونغ (12 فبراير 1926)
- كاوامورا كاجاكي (28 أبريل 1926)
- إينو يوشيكا (22 مارس 1929)
- أوهارا يوساكو (8 نوفمبر 1933)
- سايتو ماكوتو (26 فبراير 1936)
- كوريكيو تاكاهاشي (26 فبراير 1936)
- توكوجاوا إيساتو (5 يونيو 1940)
- كانيكو كينتارو (16 مايو 1942)
- كيورا كيغو (5 نوفمبر 1942)
- إيسوروكو ياماموتو (18 أبريل 1943)
- إيتشيكي كيتوكورو (17 ديسمبر 1944)
- إيتشيرو هاتوياما (7 مارس 1959)
- هاياتو إيكيدا (13 أغسطس 1965)
- كوتارو تاناكا (1 مارس 1974)
- ماسايوشي أوهيرا (12 يونيو 1980)
- نوبوسوكه كيشي (7 أغسطس 1987)
- تاكيو ميكي (14 نوفمبر 1988)
- تاكيو فوكودا (5 يوليو 1995)
- كيزو أوبوتشي (14 مايو 2000)
- نوبورو تاكه-شيتا (19 يونيو 2000)
- زينكو سوزوكي (19 يوليو 2004)
- ريوتارو هاشيموتو (1 يوليو 2006)

## أجانب مُنحوا وسام الأقحوان

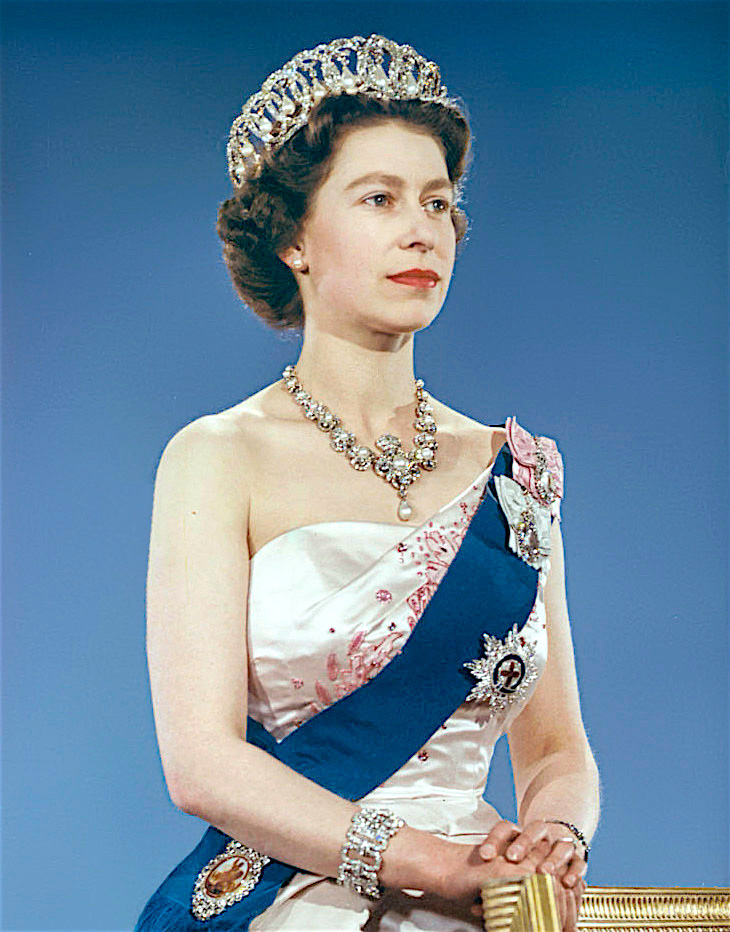
مُنحت الملكة إليزابيث الثانية، ملكة عالم كومنولث الياقة وراند كوردون.

### الياقة
- هنري، دوق لوكسمبورغ الأكبر، 2017
- فيليم ألكسندر، ملك هولندا، 2014 [6]
- اليزابيث الثانية ملكة المملكة المتحدة، 1962 [7]
- مارغريت الثانية ملكة الدنمارك
- هارالد الخامس ملك النرويج
- كارل السادس عشر جوستاف، ملك السويد
- ألبرت الثاني ملك البلجيكيين، 1996
- فيليب، ملك بلجيكا، 2016
- محمد السادس، ملك المغرب، 2005 [ا]
- عبد الله الثاني ملك الأردن 1999
- توانكو سيد سراج الدين، ملك ماليزيا، 2005
- حسن بلقيه سلطان بروناي 1984
- جيغمي سينجي وانجتشوك، ملك بوتان، 1987
- خوان كارلوس الأول ملك أسبانيا 1980
- فيليبي السادس ملك إسبانيا، 2017
- صباح الأحمد الجابر الصباح أمير دولة الكويت 2012
- سلمان بن عبد العزيز آل سعود، ملك المملكة العربية السعودية، 2017 [8]

### الطوق الكبير
- اليزابيث الثانية ملكة المملكة المتحدة، 1962 [7]
- تشارلز، أمير ويلز [9]
- فيكتوريا، أميرة السويد
- فريدريك، ولي عهد الدنمارك [10]
- الأمير يواكيم من الدنمارك [11]
- فاجيرالونجكورن، ملك تايلاند
- فيليم الكسندر، ملك هولندا
- نورودوم سيهاموني، ملك كمبوديا، 2010 [12]
- فيليب، ملك بلجيكا [13]
- فرانسوا هولاند، رئيس فرنسا [14]
- توماس هندريك إلفيس، رئيس إستونيا
- فالداس أدامكوس، رئيس ليتوانيا [15]
- ألكسندر كوازنيفسكي، رئيس بولندا [16]
- فيرا فايك فريبيرجا، رئيسة لاتفيا
- جلوريا ماكاباغال أرويو، رئيسة الفلبين
- نور سلطان نزارباييف، رئيس كازاخستان [17]
- ماوريسيو ماكري، رئيس الأرجنتين [18]

### بعد وفاتهم

#### الياقة

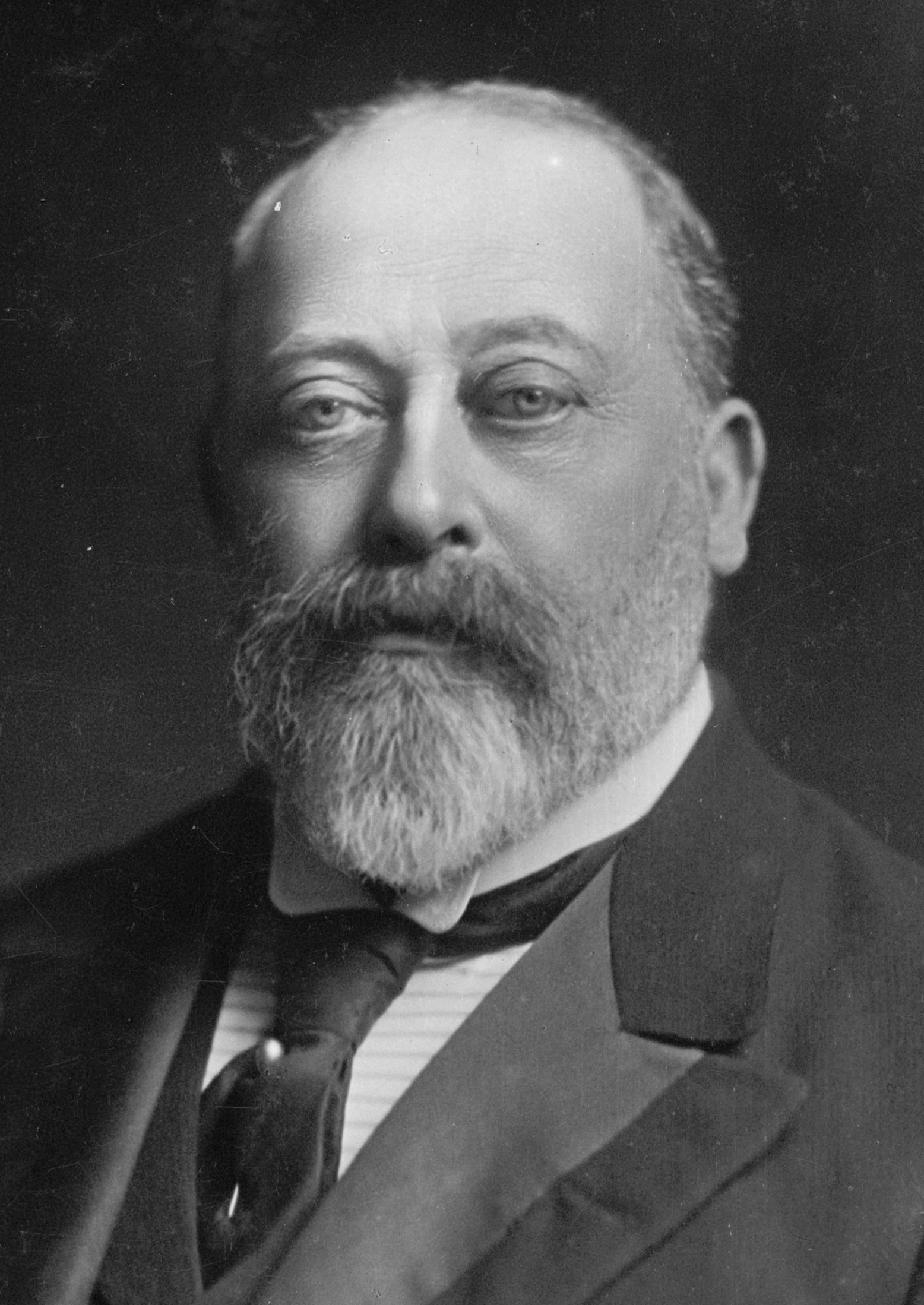
الملك إدوارد السابع

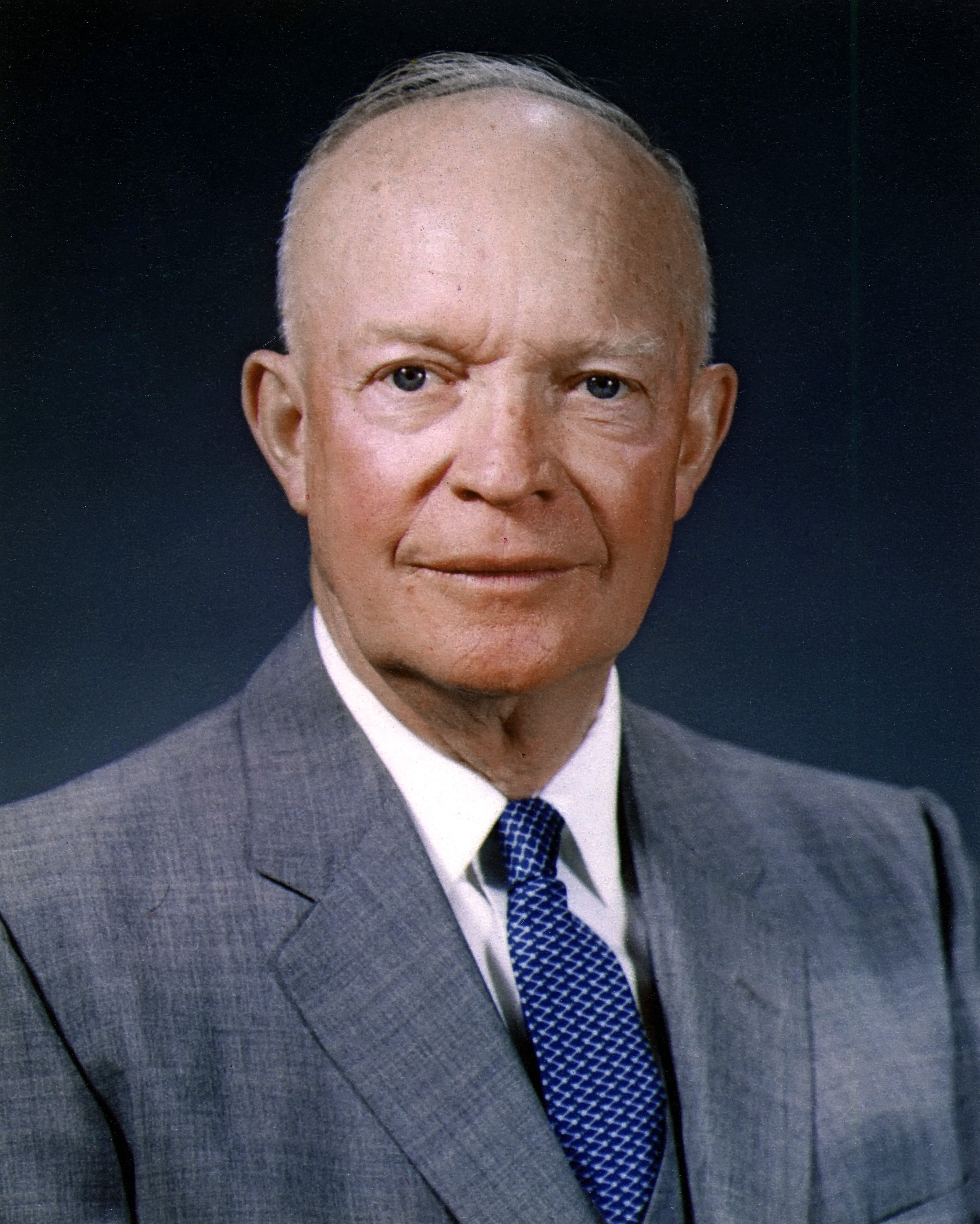
دوايت دي أيزنهاور

- إدوارد السابع، ملك المملكة المتحدة وإمبراطور الهند (1841-1910) [19]
- جورج الخامس، ملك المملكة المتحدة وإمبراطور الهند (1865-1936)
- فيلهلم الثاني، إمبراطور ألمانيا (1859-1941)
- فرانز جوزيف الأول، إمبراطور النمسا-المجر (1830-1916)
- فيكتور عمانويل الثالث، ملك إيطاليا (1869–1947)
- ليوبولد الثاني ملك بلجيكا (1835–1909)
- إمبراطور كوريا كوجونغ (1852-1919)
- إمبراطور كوريا سونجونج (1874-1926)
- توانكو سيد بوترا، ملك ماليزيا (1920-2000)
- هيلا سيلاسي الأول، إمبراطور إثيوبيا (1892–1974)
- السلطان إسماعيل ناصر الدين شاه، ملك ماليزيا (1906-1979)
- سلطان عبد الحليم ملك ماليزيا (1970-2017)
- ألفونسو الثالث عشر، ملك إسبانيا (1886-1941) [20]
- دوايت أيزنهاور، رئيس الولايات المتحدة (1890-1969)
- إرنستو جيزل، رئيس البرازيل (1907-1996)
- سلطان أزلان شاه ملك ماليزيا (1928-2014)
- بيريندرا، ملك نيبال (1945-2001)
- ماهيندرا، ملك نيبال (1920-1972)
- جورج توبو الخامس ملك تونجا (1948-2012)
- سوهارتو، رئيس إندونيسيا (1921-2008)
- محمد ظاهر شاه، ملك أفغانستان (1914-2007) [ب]
- فؤاد الأول، ملك مصر والسودان (1868–1936)
- فاروق الأول ملك مصر والسودان (1920-1965)
- الحسين الأول ملك الأردن (1935-1999)
- نورودوم سيهانوك، ملك كمبوديا (1922-2012)، 1968. [ج]
- جابر الأحمد الجابر الصباح أمير الكويت (1926-2006)
- محمد رضا بهلوي، شاه (إمبراطور) إيران (1919-1980)

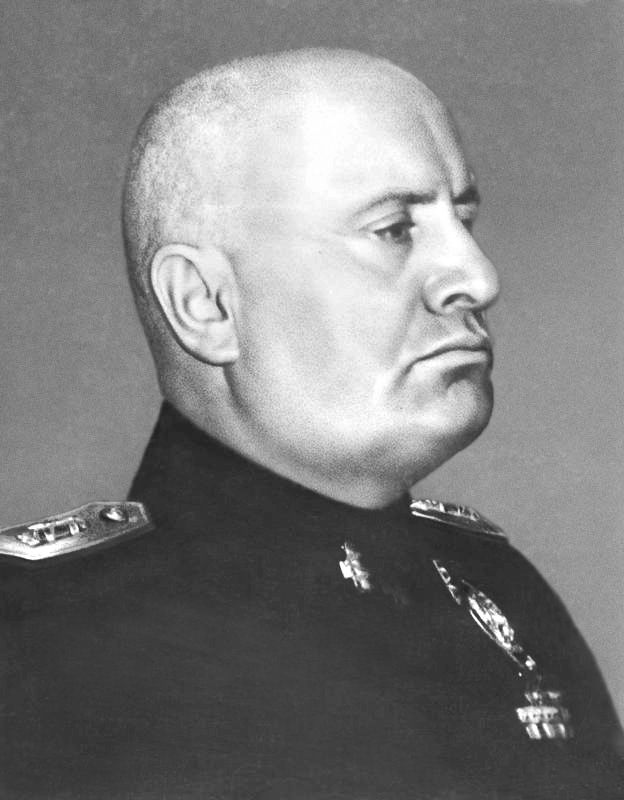
بينيتو موسوليني

- عبد الحميد الثاني، سلطان الدولة العثمانية، (1842-1912)، 1887.[21]
- بوميبول أدولياديج، ملك تايلاند (1946-2016)
- خليفة بن حمد آل ثاني أمير قطر (1932-2016)، 1984

#### الطوق الكبير
- عبد الحميد الثاني، سلطان الدولة العثمانية (1842-1918) [22]
- الأرشيدوق فرانز فرديناند من النمسا، ولي عهد الإمبراطورية النمساوية المجرية (1863-1914)
- لويتبولد، أمير بافاريا (1821-1912)
- آرثر أمير كونوت (1883-1938) [23]
- غوانغشو إمبراطور سلالة كينغ، الصين (1871–1908)
- ايشواريا، ملكة النيبال (1949-2001)
- ديبندرا، ولي عهد نيبال (1971-2001)
- الأمير هنري دوق غلوستر (1900–1974) [24]
- سعدي كارنو، رئيس فرنسا (1837-1894)
- بينيتو موسوليني، رئيس وزراء إيطاليا (1883-1945) [25]
- بورفيريو دياز، رئيس المكسيك (1830-1915)
- ألفارو أوبريغون، رئيس المكسيك (1880-1928) [26]
- براجاديبوك، ملك سيام (1893-1941) [27]
- بويي، إمبراطور مانشوكو (1906-1967)
- رونالد ريغان، رئيس الولايات المتحدة (1911-2004) [28]
- صمويل روبنسون (1870–1958) [29]
- جوسيلينو كوبيتشيك، رئيس البرازيل (1902-1976)
- فرديناند ماركوس، رئيس الفلبين (1917-1989) [30] كُرم في عام 1966.
- أمها سيلاسي الأول، إمبراطور إثيوبيا (1916-1997)
- الأمير الإمبراطوري ماكونين ملك إثيوبيا (1923–1957)
- الأمير الإمبراطوري سهل سيلاسي من إثيوبيا (1931-1962)
- نورودوم سوراماريت، ملك كمبوديا (1896–1960)
- جوزيب بروز تيتو، رئيس يوغوسلافيا (1892-1980)
- أمير كوريا الإمبراطوري أويهوا (1877–1955)
- ولي عهد لاوس فونج سافانج (1931-1978؟)
- ولي العهد الكوري يويمين (1897–1970)
- تودور جيفكوف من جمهورية بلغاريا الشعبية (1911-1998)
- ديفيد كالاكوا، ملك هاواي (1836-1891) [31]
- شولالونغكورن، ملك سيام (1853-1910) [32]
- قابوس، سلطان عمان (1940-2020)
- الأمير فيليب، دوق إدنبرة، أمير المملكة المتحدة (1921-2021)
- بنينو أكينو الثالث، رئيس الفلبين (1960-2021) [33]